# Station Nieuwdorp
Station Nieuwdorp (telegrafische verkorting Ndp) was een station aan de tramlijn Goes - Hoedekenskerke - Goes van de voormalige Spoorweg-Maatschappij Zuid-Beveland bij Nieuwdorp in de provincie Zeeland.
Het station werd geopend op 19 mei 1927 en gesloten op 15 mei 1934. Het stationsgebouw uit 1926 is na een brand in 2000 gesloopt.